# Dia de l'Esperit

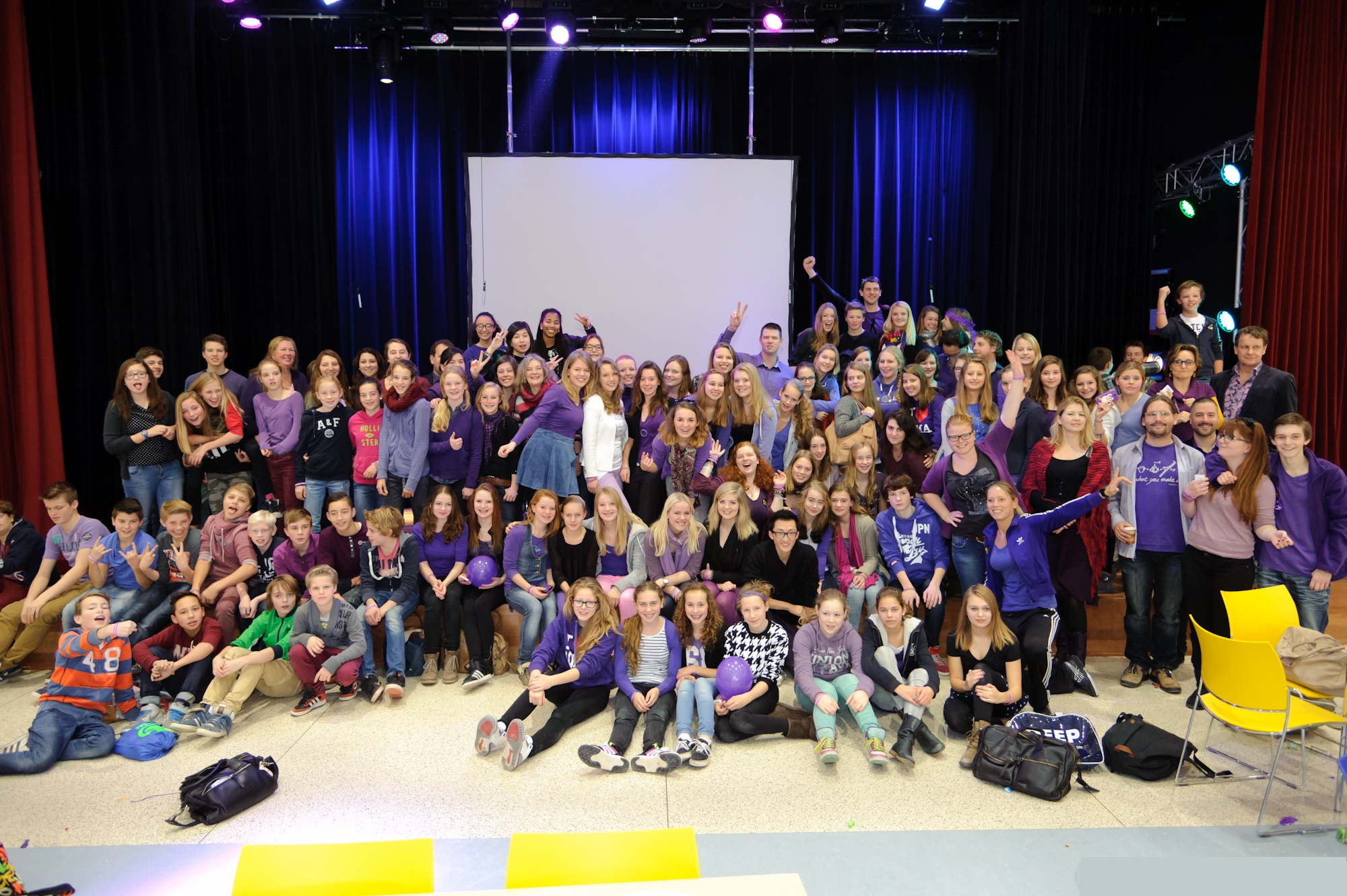
Alumnes de l'escola Het Baarnsch Lyceum vestits de morat en el Paarse Vrijdag el 2013

El Dia de l'Esperit és un dia anual de la consciència LGBT observat el tercer dijous d'octubre. Iniciat el 2010 per l'adolescent canadenca Brittany McMillan, va ser creat inicialment en resposta a una onada de suïcidis relacionats amb l'assetjament escolar a estudiants homosexuals el 2010, entre ells el de Tyler Clementi. Promogut per la GLAAD, s'insta a fer servir el color morat com un signe visible de suport als joves LGBT i en contra de la intimidació durant el Mes Nacional de Prevenció de l'Assetjament als EUA, així com en honor de les víctimes de suïcidi LGBT. El nom del Dia de l'Esperit prové de la franja morada de la bandera de l'arc de Sant Martí. El creador de la bandera, Gilbert Baker, va definir aquest color com a representant de l'"esperit".

## Història
La primera celebració es va dur a terme el dimecres, 20 d'octubre de 2010. Més tard, les celebracions es van dur a terme el dijous, 20 d'octubre de 2011, i el divendres, 19 d'octubre de 2012, abans que s'establís la tradició del tercer dijous d'octubre a partir de 2013.
Després que la celebració inaugural rebés el suport de la GLAAD, moltes celebritats de Hollywood es van vestir amb peces porpra aquell dia per mostrar el seu suport a la causa, i molts llocs web van afegir un prominent to morat al seu disseny. A Facebook, les pàgines d'esdeveniments creats pel Dia de l'Esperit van atreure a més d'1,6 milions d'usuaris a tot el món.
El Dia de l'Esperit va atraure l'atenció mediàtica quan el vicepresident d'una junta escolar d'Arkansas, Clint McCance, va escriure comentaris incendiaris homòfobs a Facebook. McCance, finalment, es va disculpar i va anunciar la seva dimissió al programa de la CNN Anderson Cooper 360°. No obstant això, va rebre més crítiques pel que alguns van percebre com una disculpa no sincera. McCance va presentar la carta de renúncia al districte escolar de Midlands l'1 de novembre de 2010.
El desembre de 2010 COC Nederland va nomenar el segon divendres de desembre com al Paarse Vrijdag, el Divendres Morat, i des de llavors la Xarxa d'Aliança Gai-Hetero ha seguit celebrant-lo anualment.